# На дну
На дну (рус. На дне) драма је Максима Горког у четири чина написана између 1901 и 1902. Први пут је изведена 18. децембра 1902. године на сцени московског Уметничког театра у режији Константина Станиславског.

## Ликови
- Костиљов, Михаил Иванович, власник свратишта, 54 године
- Василиса, његова жена, 26 година
- Наташа, Василисина сестра, 20 година
- Медведев, полицајац, ујак Наташе и Василисе, 50 година
- Васка Пепел, бивши робијаш, 28 година
- Клешч, бравар, 40 година
- Ана, његова жена, 20 година
- Настја, девојка, 24 године
- Квашња, продавац пецива, око 40 година
- Бубнов, капаџија, 45 година
- Сатин, око 40 година
- глумац, око 40 година
- Барон, 32 године
- Лука, ходочасник, 60 година
- Аљошка, обућар, 20 година
- Кривој Зоб, носач, око 40 година
- Татарин, носач, око 40 година

## Радња
Радња се одвија у четири чина у руском дому за бескућнике. Власник дома, 54-годишњи Михаил Иванович Костиљев, и његова знатно млађа жена, 26-годишња Василиса, издају мрачни подрум групи људи на ивици сиротињске егзистенције. 